# لیک داربی (اوهایو)
لیک داربی (به انگلیسی: Lake Darby) یک منطقهٔ مسکونی در ایالات متحده آمریکا است که در شهرستان فرانکلین، اوهایو واقع شده‌است. لیک داربی ۹٫۰۷ کیلومتر مربع مساحت و ۴٬۵۹۲ نفر جمعیت دارد و ۲۸۲ متر بالاتر از سطح دریا واقع شده‌است.